# Wskaźnik Sullivana
Wskaźnik Sullivana – w badaniu audiometrii tonalnej jest to suma różnic pomiędzy progiem słuchu dla przewodnictwa kostnego, wyznaczonego przy przewodzie słuchowym otwartym oraz po jego zamknięciu, na częstotliwości 250Hz, 500Hz i 1000Hz. Służy do oceny efektu zamknięcia (okluzji). Jest audiometrycznym odpowiednikiem próby Binga. Prawidłowo wynosi 20dB. W otosklerozie oraz w przypadku upośledzenia ruchomości kosteczek słuchowych wskaźnik spada do 0dB.